# Xã De Witt, Quận Carroll, Missouri
Xã De Witt (tiếng Anh: De Witt Township) là một xã thuộc quận Carroll, tiểu bang Missouri, Hoa Kỳ. Năm 2010, dân số của xã này là 270 người.